# Gertschanapis shantzi
Gertschanapis shantzi is een spinnensoort in de taxonomische indeling van de Dwergkogelspinnen (Anapidae).
Het dier behoort tot het geslacht Gertschanapis. De wetenschappelijke naam van de soort werd voor het eerst geldig gepubliceerd in 1960 door Gertsch.